# 빈스 맥맨
빈스 맥맨(Vince McMahon, 1945년 8월 24일 ~ )은 미국의 기업인으로 전 WWE(미국의 최대 프로레슬링 회사)의 회장 겸 CEO였다. 본명은 빈센트 케네디 맥맨 (Vincent Kennedy McMahon). 키는181.6cm(젊었을 때는 186.7cm다)몸무게는114kg이다
1982년 아버지 빈센트 제임스 "빈스" 맥맨 시니어(Vincent James "Vince" McMahon, Sr.)의 회사였던 캐피탈 레슬링을 자신의 회사인 타이탄 스포츠로 인수하여 WWE의 회장직을 물려받았으며 2002년 세계자연보호기금과의 상표권 분쟁 소송에 패소하는 등 수많은 우여곡절을 겪으면서도 2022년 6월 17일까지 회장직을 맡으며 건재하고 있었다.
린다 맥맨과 결혼하였으며 슬하에 1남 1녀를 두었다. 그의 딸 스테퍼니 맥맨이 회사에서 상무를 맡고 있었으며 2011년 7월 18일 이사회에서 그의 사위 트리플 H를 새로운 COO(Chief Operating Officer, 최고 운영 책임자)로 임명한다. 각본 상일뿐 그는 여전히 WWE의 CEO 자리에 있었다.
당시 사장임에도 불구하고 70살때까지는 WWE의 레슬링 시합에 나왔었는데 그 중 대표적인 경기들 중 하나가 헐크 호건과의 대결이었다. 이 때 빈스는 사장이고 뭐고 간에 헐크 호건을 상대로 일반적인 프로레슬링 경기가 아닌 사살상 현피에 가까운 난투극을 벌였다.

## 가족
- 조부: 로더릭 맥맨
- 조모: 로즈 E. 데이비스

- 부친: 빈스 맥맨 시니어
- 모친: 빅토리아 H. 애스큐
- 계모: 주아니타 W. 맥맨
- 삼촌: 로더릭 맥맨 주니어
- 고모: 도로시 맥맨

- 형: 로더릭 맥맨 3세
- 부인: 린다 맥맨

- 아들: 셰인 맥맨
- 며느리: 마리사 맥맨

- 손주: 디클란 맥맨, 케년 맥맨, 로간 맥맨

- 딸: 스테퍼니 맥맨
- 사위: 트리플 H(폴 마이클 레베이스크)

- 외손주: 오로라 레베이스크, 머피 레베이스크, 본 레베이스크

## 수상
- WWE 챔피언 1회
- ECW 챔피언 1회
- 1999년 로얄럼블 우승
- WWE 회장 겸 CEO (1982년 ~ 2022년 6월 17일)